# Волліс і Футуна
Волліс і Футуна (іноді — Уолліс та Футуна; Територія островів Волліс і Футуна, фр. Territoire des Iles Wallis et Futuna) — острови в південній частині Тихого океану, на відстані близько 2/3 шляху між Гаваями і Новою Зеландією.
На півночі межують з територіальними водами Тувалу, на сході з територіальними водами Самоа, на південному сході — з Тонга, на заході та півдні — з Фіджі. Виняткова економічна зона території — близько 266 000 км². У склад території входить три великих острови (Увеа, Футуна, Алофі) і 22 дрібних. Заселені лише Увеа і Футуна. Загальна площа суходолу — 142 км². Чисельність населення — 13 445 осіб (2008 рік), (разом з тимчасовим населенням — 14 231 осіб (2008)). Столиця території — Мата-Уту. Голландці Якоб Лемер та Віллем Схаутен відкрили деякі острови території (Футуна та Алофі) 1616 року. З 1961 року територія мала статус заморської території Франції, а 2003 року він був змінений на Заморське співтовариство Франції. Волліс і Футуна є членом Секретаріату тихоокеанського співтовариства (з 1947 року), Тихоокеанської регіональної програми захисту довкілля і спостерігачем в Форумі тихоокеанських островів (з 2006 року).

## Назва
Острови Волліс отримали свою назву на честь англійського мореплавця Самюеля Волліса, який відвідав їх (першим з європейців) під час свого навколосвітнього плавання 1766 — 1768 років. Полінезійська назва цих островів — Увеа — в перекладі з волліської (або східноувеаської) мови означає «далекий острів». Ймовірно, острови отримали таку назву від колонізаторів з Тонги, для яких острів розташовувався достатньо далеко.
Острови Футуна отримали свою назву на честь дерева футу, що росте на узбережжі островів. Іншу поширену назву цих островів — Горн — їм дали голландці Якоб Лемер та Віллем Схаутен на честь свого рідного міста.

## Фізико-географічна характеристика

### Географічне положення та рельєф
Острови Волліс і Футуна розташовані в південно-західній частині Тихого океану і складаються з двох острівних груп, що знаходяться на відстані 230 км одна від одної (Волліс — 
13°17′39″ пд. ш. 176°12′14″ зх. д. / 13.29417° пд. ш. 176.20389° зх. д.); Горн (Футуна) —
14°17′17″ пд. ш. 178°08′11″ зх. д. / 14.28806° пд. ш. 178.13639° зх. д.). Найближчі архіпелаги — Тонга на південному сході (в 400 км від Увеа), Самоа на сході (в 370 км від Увеа) та Фіджі на південному заході (в 280 км від Футуна). Загальна площа островів — 274 км² (в інших джерелах площу островів вказують в інтервалі 210—274 км²).
Група Волліс складається з порівняно великого острова Увеа (площа 77,9 км²) та дрібних островів. Загальна площа групи (включаючи лагуну) — 159 км². Увеа — низький вулканічний острів. Найвища точка — гора Лулу-Факахега (фр. Lulu-Fakahega) висотою 151 м.
Пагорби в центрі та на півдні острова Увеа (Лока, Афафа, Лулу Луо, Холо, хологом, аталиком та інші) утворені конусами кратерів згаслих вулканів. Північна частина острова являє собою рівнину, колись залиту потоками лави. Крайні точки: північна — узбережжя біля села Ваілала, східна — мис Тепако, південна — мис Фого'оне, західна — мис Ваха'і'уту. Острови Волліс оточені бар'єрним рифом. Риф прорізаний чотирма проходами, через головний з яких, Хонікулу (фр. Honikulu), на півдні, веде фарватер в порт Мата-Уту, адміністративний центр території. Найбільша ширина лагуни — 5 км. Протягом доби спостерігають два повних припливи та віпдливи. Лагуна всіяна 22 невеликими островами (Нукуфоту, Нукулаелае, Нукуфуфуланоа, Нукулоа, Улуїуту, Нукутеатеа, Нукутапу (північний), Луаніва, Текавікі, Нукухіоне, Нукуатеа, Фаіоа, Фену-Фу, Фугалеі, Нукухіфала, Нукутапу (південний), Нукумоту, Нуку'таакі'моа, Нукуаофа, Нукуфетау, Нукутаакемуку, Хаофа), частина з яких коралового, а інша — вулканічного походження.
Група Горн (Футуна) складається з островів Футуна та Алофі, віддалених один від одного на 1,7 км. Площа Футуна — 83 км², Алофі — 32 км ². це високі вулканічні острови. Найвищі точки — гора Пуке (фр. Puke) 524 м на Футуна і гора Колофау (фр. Kolofau) 417 м на Алофі. Острови є результатом недавнього підняття і мають сильно пересічений рельєф. За винятком декількох маленьких прибережних рівнин, береги цих островів круті. Рельєф острова Футуна представлений низкою невисоких плато, поступово піднімаються до гори Пуке, розділені невеликими рівнинами. Крайні точки острова Футуна: північна — мис фату; східна — мис Веле; південна — берег біля аеродрому Веле; західна — берег біля села Толоці. На Алофі гора Колофау оточена плато висотою 150—200 м. Крайні точки острова Алофі: північна — берег Уауа Ваві; східна — мис Саума; південна — мис афагія; західна — мис Мафа'а. Острови Горн геологічно молоді, тому рифи розташовуються недалеко від берегів (близько 50 м) і лагуну не утворюють. Тільки у північній частині острова Алофі є невелика лагуна.

### Геологія

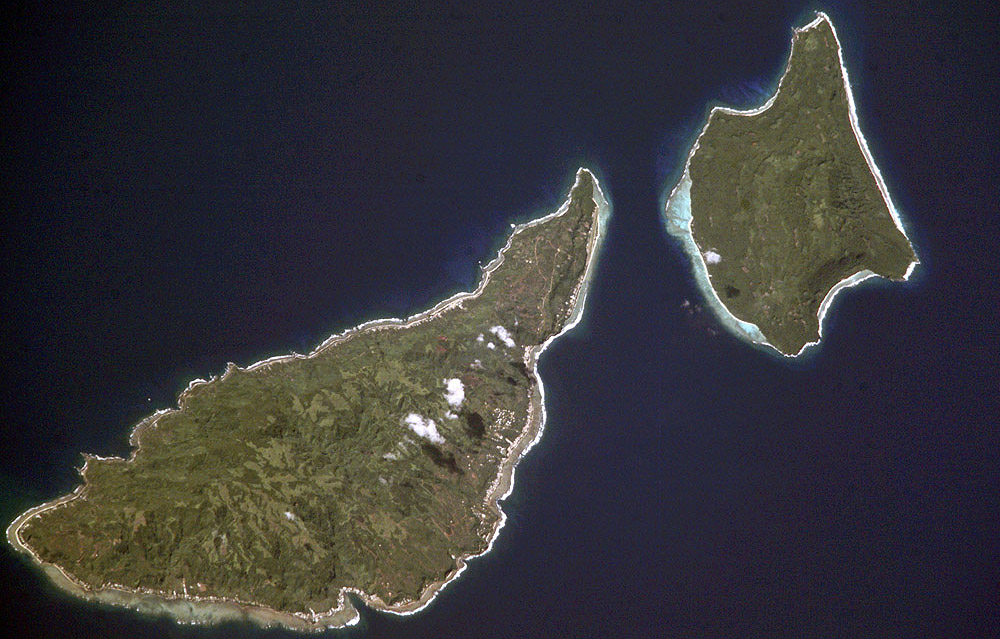
Острови Футуна і Алофі з космосу.

Острови знаходяться недалеко від фіджійської зони розлому (однією з найбільш активних в тектонічному плані, що розташоване між Австралійської та Тихоокеанської тектонічними плитами), і через існування розлому, що проходить через Футуна та Алофі (деякі дослідники виділяють тут тектонічну мікропліту Футуна), на цих островах регулярно відбуваються землетруси. Найсильніший з зареєстрованих землетрусів мав інтенсивність у 6,5 балів за шкалою Ріхтера й стався 13 березня 1993 року (5 людей загинули і 20 отримали поранення). Останній (на 15 листопада 2009 року) землетрус стався 29 вересня 2009 року. На островах Волліс були зареєстровані поштовхи силою 5,2 бали (на Футуна поштовхи не відчувалися). Жертв і руйнувань не було.
Високі острови групи Волліс складені з олівінових базальтових лав і піроклазов, за винятком одного згаслого кратера на Увеа і пов'язаних з ним лавових потоків, складених олігоклазовими андезитами. Низькі острови утворені вапняним піском або є зруйнованими залишками конусів туфу і куполів лави. Лави островів Волліс належать до групи лужних лав Центрально-Тихоокеанських вулканів.
Острів Увеа був утворений об'єднанням потоків лави з 19 вулканічних кратерів. За винятком двох молодих лавових потоків, лише покритих ґрунтом, велика частина острова складена з потоків лави середини плейстоцену. Лави проміжного віку не виявлено.
Утворення островів Горн почалося в пліоцені (утворення трьох стародавніх вулканів). Вулканічна діяльність їх припинилася в плейстоцені. Після припинення вулканізму острови зазнали значного підняття (до 500 м).

### Гідрологія і ґрунти

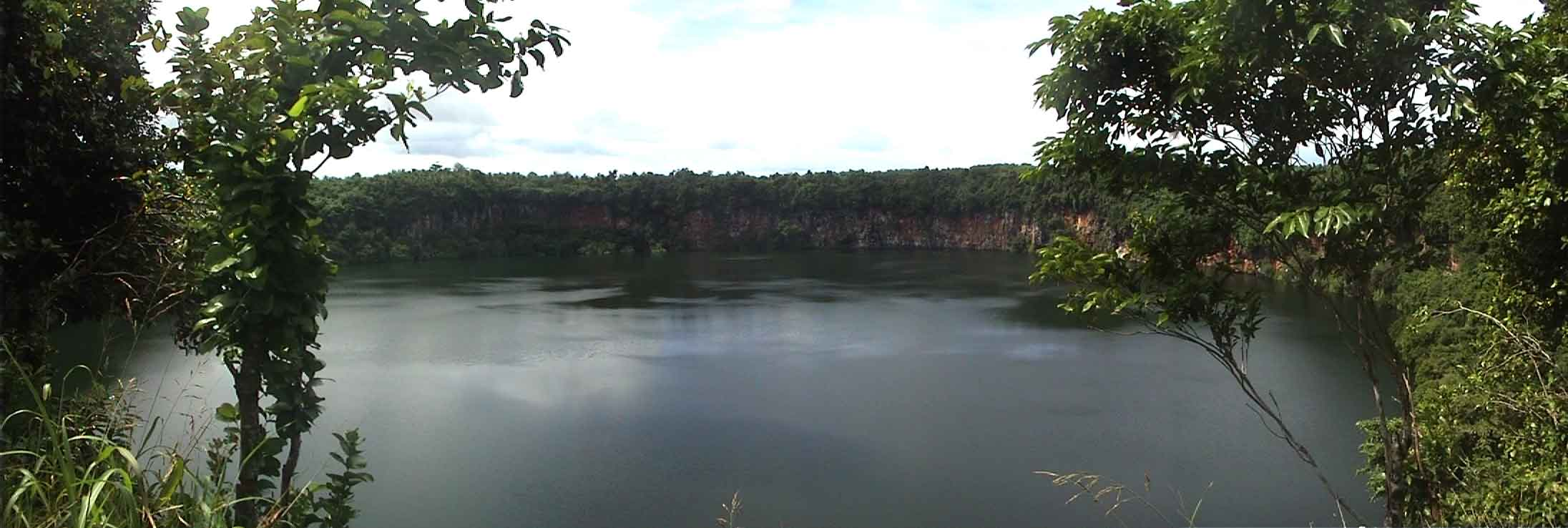
Озеро Лалолало.

Гідрографічна мережа на острові Увеа розвинена слабо. На острові є 7 великих за місцевими мірками озер (Лано, Лалолало, Ланумаха, Ланутаваке, Ланутолі, Кікіла, Алофіваі). Всі вони, крім Ланутолі, прісні й заповнюють кратери згаслих вулканів (крім Кікілія). Найбільше озеро — Кікіла (17,9 га). Крім того, уздовж північного та східного узбережжя розташовано близько 20 солоних боліт. Багато коротких струмків та джерел. Острів покритий червонуватими латеритними ґрунтами, багатими на оксид заліза та глинозем, але бідними на азот та фосфор, а тому малородючими. Такі ж ґрунти характерні й для інших вулканічних островів групи Волліс. Ґрунт інших островів групи являє собою карбонатний пісок.
На Футуна близько 50 коротких річок, найбільші з яких — Ваініфао, Гутуваі, Ваї Ласі та Леава. Узбережжя заболочене. На Алофі постійних водотоків немає. Ґрунти аналогічні вулканічним ґрунтам островів Волліс.

### Клімат
Клімат островів тропічний пасатний, вологий, постійно теплий, без яскраво вираженого сухого сезону. середньомісячні температури протягом усього року коливаються в межах 25 — 26 °C. Найбільш спекотний місяць — лютий (середня температура +30 °C), найбільш холодний — липень (середня температура +24 °C). Екстремальні температури, зареєстровані за весь час спостереження: мінімальна — 18,4 °C, максимальна — 33,4 °C. Річна кількість опадів: 2500 — 3000 мм на островах Волліс (80 % вологості) та майже 4000 мм — на Футуна. Найбільша кількість опадів випадає в період з листопада по квітень. У цей період дмуть слабкі вітри, однак подеколи вони досягають сили ураганів. З 1970 року на острови обрушилися 12 ураганів, найсильніший з яких («Раджа», грудень 1986) супроводжувався шквалами, що досягали 137 км/год. Найбільш сухий місяць — серпень (менше 134 мм опадів).

### Флора і фауна

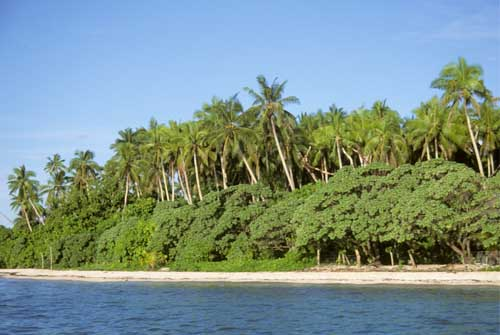
Прибережний ліс на острівці Фаіоа.

У минулому острови Увеа, Футуна і Алофі були повністю покриті природними лісами — глухими вологими внутрішніми лісами та рідкісними прибережними. Однак вони були вирубані для потреб сільського господарства (переважно для незрошуваного підсічно-вогневого землеробства). На 2009 рік первинний ліс займав 13 % площі острова Увеа, 23 % на острові Футуна та 66 % на острові Алофі.
Вологі ліси складаються з невисоких дерев. Верхній ярус рідко перевищує 20 м при діаметрі стовбурів менше 80 см. Види розподілені не рівномірно, а в залежності від типу ґрунту — вапняковий чи ні. Всього у вологих лісах островів зустрічається 50 видів рослин, серед яких 3 ендеміка (Aglaia psilopetala, Medinilla racemosa, Meryta sp.). У прибережних лісах трапляються мангрові зарості (на маленьких островах групи Волліс); на пісках ростуть псамофіли, акації, кокосові пальми та інші.

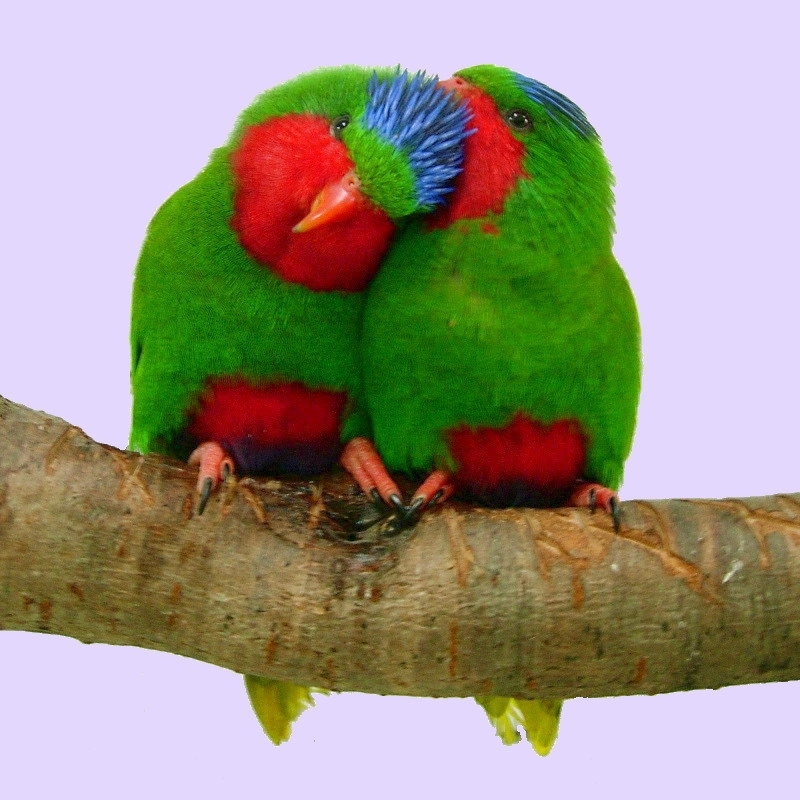
Синьошапочний лорі-відлюдник.

Вторинні ліси утворилися на місці первинних внаслідок діяльності людини і зараз займають 44 % загальної площі островів. У них найбільш поширені Acalypha grandis, Decaspermum fructicosum, Hibiscus tiliaceus, Homolanthus nutans, Macaranga harveyana, Melastoma denticulatum, Morinda citrifolia, Scaevola taccada. Специфічною є рослинність типу «тоафа» — папоротникові зарості на ферралітних ґрунтах (представлені переважно Dicranopteris linearis). З 1974 року почалося штучне залісення карибської сосною, яке тривало й надалі. 30 га лісу навколо озера Лалолало утворюють природоохоронну територію «Вао-тапу» (в перекладі з волліської — «Священний ліс»). Тут особлива увага приділяється протипожежним заходам і діють обмеження на полювання.

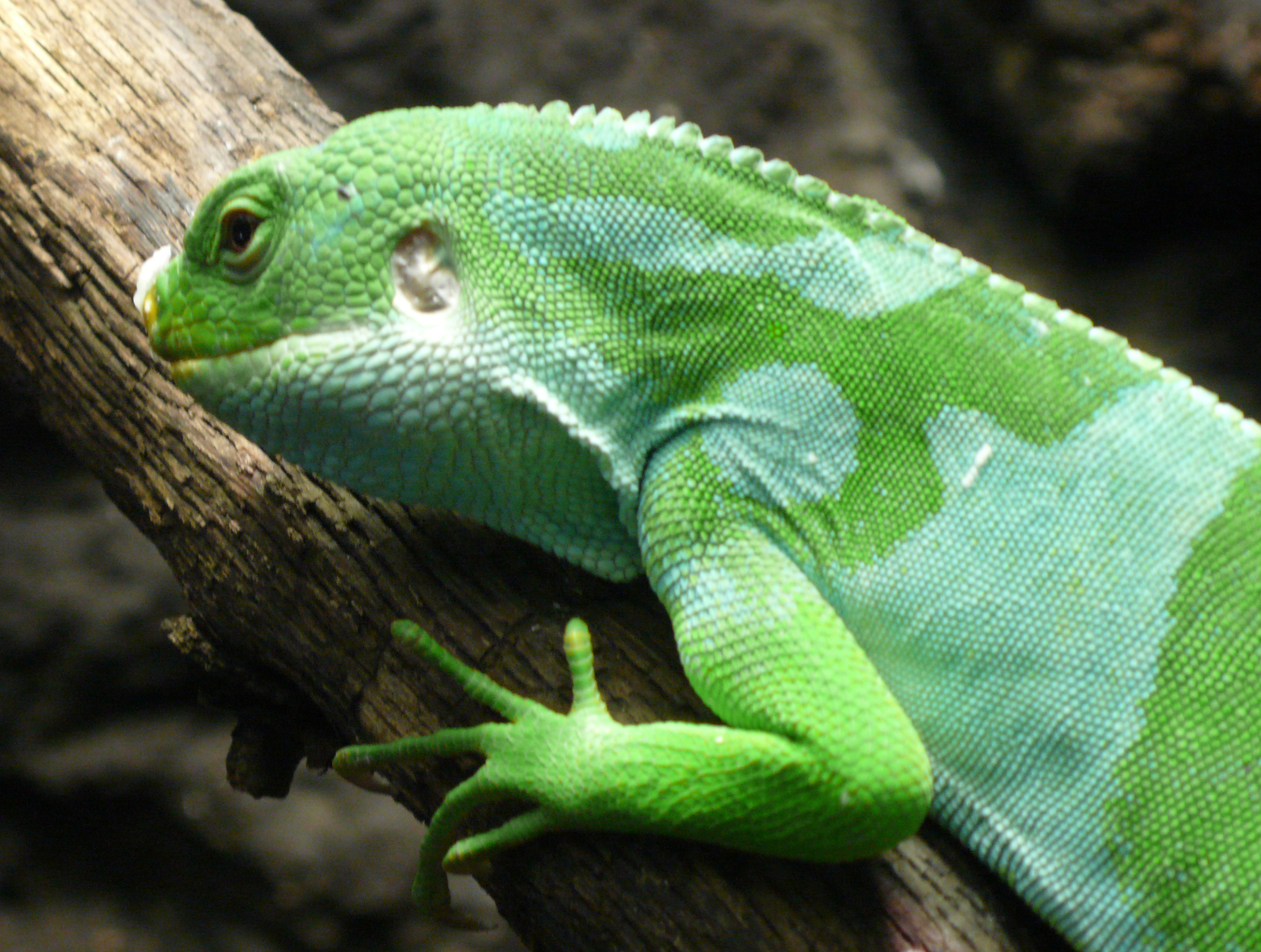
Смугаста фіджийська ігуана

Наземна фауна бідна. Крім домашніх тварин (кішки, собаки, свині, кури), на островах виявлено 37 видів птахів (в тому числі пастушки, голуби, крячки, баклани, фрегати), 27 з яких є постійними мешканцями островів. Територія є ареалом місцевого різновиду летючої лисиці (крилана) — відомої як peka. З плазунів поширена смугаста фіджійська ігуана (Brachylophus fasciatus) і три види ящірок родини сцинкових роду емойі: полинезийская емойя (Emoia adspersa), зелено-блакитна емойя (Emoia cyanura) і Emoia tongana. Ендеміками Футуна є білий рибалочка, полинезийский лічінкоїд-свистун, а рідкісний папуга синьошапочний лорі-відлюдник зустрічається на Алофі. На території островів також трапляються кілька зграй здичавілих собак. Сади іноді спустошують равлики. Багато комах, особливо комарів (які потенційно можуть бути переносниками гарячки денге).
Морська фауна більш багата. У лагуні острів Волліс водяться всього 2 отруйні риби: скат-хвостокол та риба-камінь. Акули трапляються вкрай рідко.

## Адміністративно-територіальний поділ
Волліс і Футуна поділяються на 3 територіальні округи, що в кордонах збігаються з історичними королівствами, найбільший з яких — Увеа в свою чергу ділиться на три райони.
| № | Територіальний округ/район    | Назва французькою мовою | Площа, км ²  | Населення, чол. (2008) | Густина, чол./км ²      | Адміністративний центр, чол. (2008)             | Число сіл |
| - | ----------------------------- | ----------------------- | ------------ | ---------------------- | ----------------------- | ----------------------------------------------- | --------- |
| 1 | Ало                           | Alo                     | 85           | 2655                   | 31,24                   | Мала'е (224)                                    | 9         |
| 2 | Сігаве                        | Sigave                  | 30           | 1583                   | 52,77                   | Леава (376)                                     | 6         |
| 3 | Увеа: - Хахаке - Хіхіфо - Муа | Uvea Hahake Hihifo Mua  | 159 57 48 54 | 9207 3748 2197 3262    | 57,91 65,75 45,77 60,41 | Мата-Уту (1126) Ваітупу (503) Мала'ефо'оу (224) | 21 6 5 10 |
|   | Всього                        |                         | 274          | 13 445                 | 49,07                   |                                                 | 36        |

Велика частина кордону між Ало і Сігавом на острові Футуна проходить річкою Ваініфао. Назви районів територіального округу Увеа запозичені у тонганці, і в перекладі означають: Хахаке — схід; Хіхіфо — захід; Муа — передня частина острова (оскільки єдиний морський прохід до острова розташований на півдні, то першим при плаванні до острова моряки бачитимуть район Муа).

## Історія
Згідно з етнографічним дослідженням 1988 року (знахідка кераміки культури лапіта на півдні острова Увеа) прийнято вважати, що острови були заселені між 1000 та 1500 роками до н. е. (ймовірно близько 1300 років[коли?]). Протягом всієї першої половини другого тисячоліття на Увеа панували тонганці, тоді як мешканці острова Футуна пручалися їх завоювання.
Згідно з усною традицією тонганці створили своє королівство на Увеа — Uvea — близько 1400 року. Першим хау (королем) Увеа став Таулоко. Засноване 1565 року, королівство Ало (Alo; в деяких джерелах Tua) стало першим королівством на Футуна. Першим королем був Факавелікеле. Пізніше, 1784 року, було засноване королівство Сігаве, першим королем якого став Туїкамеа. Упродовж 1839-1841 років королівство Ало окупувало Сігаве.
Європейці вперше побачили ці острови 28 квітня 1616 року. Неподалік від островів Футуна та Алофі на судні Eendracht пропливли голландські мореплавці Якоб Лемер та Віллем Схаутен. Вони назвали острови Горн (Hoorn), на честь міста, звідки вони були родом. Наступного разу ці острови 11 травня 1768 року відвідав Луї Бугенвіль, однак ізоляцію жителів порушили лише через 50 років китобійними судами.
Острови Увеа відкрив англієць Самюель Волліс, який 16 серпня 1767 року на судні HMS Dolphin став на якір біля острова На честь нього острови й отримали свою назву. 21 квітня 1781 року на острові Увеа зупинився Франсіско Антоніо Морелль і назвав його островом Розради. 1791 року сюди зайшов на судні «Пандора» капітан Едвард Едвардс, який шукав бунтівний «Баунті». Надалі на островах зрідка зупинялися різні суду до прибуття китобоїв 1828 року.
Першими європейцями, які селилися тут починаючи з листопада 1837 року, були французькі місіонери Товариства Марії (фр. Les Sœurs Missionnaires de la Société de Marie). Вони навертали місцеве населення в католицизм. Перший місіонер острова Футуна П'єр Марія Шанель мученицьки загинув 28 квітня 1841 року і був канонізований 12 червня 1954 року. Його оголосили Святим Покровителем Океанії.
5 квітня 1842, після повстання частини місцевого населення, місіонери попросили захисту у Франції. У листопаді 1842 року, острови Волліс і Футуна, окремо, оголошувалися «Вільними та незалежними під захистом Франції» з підписанням договорів дружби. 19 листопада 1886 року королева Амелія з островів Волліс підписала договір, офіційно було встановлено французький протекторат. Королі Сігаве Йоав Мануа Мусулану та Ало Аліасегі з островів Футуна та Алофі також підписали договір, що встановлював французький протекторат, 29 вересня 1887 року. Об'єднаний протекторат «острови Волліс і Футуна» було започатковано 5 березня 1888 року рішенням міністра колоній.
1917 року три традиційних території, що перебували під керуванням місцевих вождів були анексовані Францією, і були перетворені в Колонію Волліс і Футуна, яка перебувала під керуванням іншої колонії Нова Каледонія. 1928 року на островах з'явився перший автомобіль (це була невелика вантажівка марки «Форд»), і почало працювати радіо. Під час Другої світової війни (з червня 1942 року) острови служили базою для ВПС США (для частини «Navy 207»). На їх території одночасно перебувало до 6000 солдатів, які залишили після себе сучасну інфраструктуру.
На референдумі 27 грудня 1959 року 94,4 % виборців (4307 з 4564) проголосували за те, щоб острови Волліс і Футуна інтегрувалися до Французької Республіки у вигляді заморської території. Статус заморської території було встановлено Законом від 29 липня 1961. Після конституційної реформи 28 березня 2003 цей статус був змінений на заморське володіння.

## Населення

### Чисельність та розміщення
Згідно з переписом 2008 року чисельність населення території Волліс і Футуна становила 13 445 людина. 2003 року ця кількість становила 14 944 людини. За час між переписами населення зменшилося на 1499 осіб або майже на 10 %. Зменшення чисельності населення було відзначено вперше з 1969 року, коли було проведено перший перепис. Населення на острові Футуна зменшувалося швидше (особливо в окрузі Сігаве, де втрати склали 15,8 %), ніж на Увеа (найменші втрати в районі Хахаке — 5,1 %). Основними причинами цього було зменшення народжуваності й масова еміграція населення (зокрема, на Нову Каледонія). Еміграцію населення спричинює обмеженість ринку праці на островах і бажання молоді отримати більш якісну освіту. Однак за прогнозами населення Волліс і Футуна не буде зменшуватися і до 2050 році складе 15 100 осіб.
Приблизно третина населення проживає на острові Футуна, і дві третини — на Увеа (такий розподіл зберігається з 1969 року). На острові Алофі, згідно з останнім переписом, проживала одна літня людина.
Самим великим населеним пунктом території є її столиця — Мата-Уту, де проживає 1126 осіб. Крім неї, на островах розташовано ще 35 сіл. 2008 року чоловіки складали 49,60 % (6669) населення (в 2003 — 50,15 %, або 7494 особи), жінки 50,40 % (6776; в 2003 — 49,85 %, або 7450 осіб). Серед населення Волліс і Футуна є 3100 сімей (в 2003 — 3089 сімей). Середня кількість людей у родині — 4,3 (в 2003 — 4,8).
Частка дітей до 19 років 2008 року становила 41 %, дорослого населення від 19 до 59 років — 47,7 %, старше 60 років — 11,3 %. Середня тривалість життя жителів території становила 74,3 року: чоловіків — 73,1, жінок — 75,5.

### Етнічний склад
Майже 85 % (12 725 осіб) представляють корінне полінезійське населення (воллісці та футунці). Частка іноземців — всього 1,7 % (велика частина з них — переселенці з Вануату). Решта населення — французи (8,1 % з них народжені в Нової Каледонії).

### Мови
Офіційною мовою Волліс і Футуна є французька. Нею говорять 84 % населення. Причому лише французькою мовою говорить всього 6 % населення.
Широко поширені мови полінезійської групи — волліська та футунська.
| Говоримо волліською та футунською… | Говоримо волліською та футунською…      | Говоримо волліською та футунською…      |
| Українська                         | Футунська                               | Волліська                               |
| ---------------------------------- | --------------------------------------- | --------------------------------------- |
| Доброго ранку                      | Malo le mauli (ма-ло-ле-ма-оу-ли)       | Malo te mauli (ма-ло-ті-ма-оу-ли)       |
| Добрий день                        | Malo le kataki (ма-ло-ле-катакі)        | Malo te kataki (ма-ло-ті-ка-та-ки)      |
| Як тебе звуть?                     | Koai lou igoa? (ко-а-й-ло-оу-' і-нго-а) | Koai tou higoa? (ко-а-й-тю-оу-хі-нгю-а) |
| Як справи?                         | E kë malïe fai? (е-ке-ма-ли-е-фа-' і)   | E ke lelei pe? (е-ке-ле-ле-й-пе)        |
| Так                                | Eio (е-й-о)                             | Ei (е-й)                                |
| Ні                                 | Eai (е'а-й)                             | Kailoa — Oho (кя-і-ло-я// о-хе)         |
| Велике спасибі                     | Malo le alofa (ма-ло-ле-а-ло-фа)        | Malo te ofa (ма-ло-ті-' о-фа)           |

Волліською мовою розмовляють 64 % (9617 осіб) населення. Нею говорять також у Фіджі, Новій Каледонії та Вануату. Положення мови всередині полінезійської групи тривалий час було дискусійним (зважаючи на частковий вплив тонганської мови). На сьогодні прийнято відносити її до ядерно-полінезійської підгрупи. У мові є 12 приголосних та 5 голосних, які можуть бути довгими та короткими. Після контактів з європейцями лексика збагатилася запозиченнями з англійської, французької та латині. Автором першого воллісько-французького словника став перший місіонер Товариства Марії Батальйон (опублікований лише 1932 року). У побуті воллісці говорять лише волліською мовою, при спілкуванні з європейцями переходять на французьку.
Футунською мовою говорить 24 % населення (3600 осіб). Часто цю мову називають східно-футунською, щоб відрізняти від західно-футунської, якою говорять на острові Футуна, що належить Вануату. Нею також говорять у Новій Каледонії. Мова належить до полінезійської групи мов, до підгрупи ядерно-полінезійських мов. Фонологія мови проста: 11 приголосних та 5 голосних, які можуть бути довгими або короткими. Синтаксис достатньо складний. Автором першого футунсько-французького словника був місіонер Ізидор Грезель (виданий 1878 року). Усі сільські ради проходять лише футунською мовою.
Усе більше поширюється англійська мова, яку вивчають у школах. Зараз нею володіє близько 14 % населення.

### Сповідувані релігії
За переписом 2003 року 99 % населення католики, традиційних вірувань дотримується всього 1 %. У кожному селі є католицька церква. Однак навіть жителі, які вважають себе католиками, виконують деякі місцеві язичницькі ритуали. Так до приходу європейців місцеві жителі вірили в надприродну силу. Найбільш шанували: Тагалоа — бог неба; Мафуїке — той, хто приніс на острови вогонь; напівбоги Сіна і Мауї; душі предків та тварин, такі як Феке (восьминіг), тлу (черепаха), Тафолоаа (кит). Священиками на островах є як європейці, так і місцеві жителі. Щоб прийняти духовний сан воллісці та футунці навчаються в Тихоокеанському теологічному коледжі у Фіджі. З 25 червня 2005 року єпархію Волліс і Футуна очолює Гільєн де Разіллі.

## Політична система
Відповідно до статті 1 закону № 61-814 від 29 липня 1961 і конституційної реформи від 28 травня 2003 острови Волліс, Футуна, Алофі та прилеглі острови під назвою «Територія островів Волліс і Футуна» має статус заморської громади Франції (Collectivité d 'Outre-Mer), забезпеченою правами юридичної особи та адміністративної та фінансовою самостійністю. Згідно зі статтею 2 того ж документа всі уродженці островів Волліс і Футуна є громадянами Франції, і мають права та обов'язки французьких громадян. Як територія Франції острови підпорядковуються Французької конституції від 28 вересня 1958 і французької законодавчій системі. Чинне загальне виборче право для осіб, яким виповнилося 18 років.

### Виконавча влада
Головою держави є Емманюель Макрон — президент Франції, що обирається на пʼятирічний термін. На території заморської громади його представляє Верховний адміністратор, який призначається їм на раді Міністерства внутрішніх вправ. З 8 вересня 2008 ним є Філіп Паолантоні. Главою уряду є Президент територіальної асамблеї. З 11 грудня 2007 його обов'язки виконує уродженець Сігава Віктор Бріаль.

Даний пост він займає вже вдруге (перед цим з 16 березня 1997 по 14 січня 1999). Рада Території складається з трьох королів традиційних королівств і трьох членів, що призначаються Верховним адміністратором за поданням Територіальної асамблеї. Рада має консультативну роль, а реальне керування мають традиційні королі, сільські вожді та Верховний адміністратор.

### Законодавча влада
Головним законодавчим органом є однопалатна Територіальна Асамблея, що складається з 20 членів, яких обирають всенародним голосуванням терміном на 5 років. Територія розділена на 5 виборчих округів (відповідно до адміністративно-територіальним поділом). Так округ Муа обирає 6 депутатів, округ Хахаке  — 4, Хіхіфо  — 3, Ало  — 4, Сігаве  — 3.

Територіальна асамблея вирішує питання цивільного права іа управляє бюджетом території. Всі рішення асамблеї повинні затверджуватися Верховною адміністратором.
Територія Волліс і Футуна обирає одного сенатора в Сенат Франції (зараз це Робер Лофоолю) та одного депутата в Національну асамблею (мандат на 2007—2012 роки має представник соціалістичної партії Франції Альбер Лікювалю)

### Політичні партії
Крім деяких Французьких партій (Союз за народний рух — на останніх виборах до Територіальної Асамблеї отримали 12 місць, Соціалістична партія — на останніх виборах до Територіальної Асамблеї отримали 8 місць, Союз за французьку демократію  — демократичний рух та інші). На островах ведуть активну діяльність три місцевих партії: Голос народів Волліс і Футуна (La Voix des Peuples Wallisens et Futuniens), Союз за Волліс і Футуна (Union Populaire pour Wallis et Futuna) і Національна Асоціація Сігава (Sigave L'Association Nationale).

### Судова влада
Правосуддя вершиться згідно з французькими законами судом першої інстанції в Мата-Уту. Однак три традиційних короля мають право здійснювати правосуддя згідно з «Звичайним правом» (це не стосується кримінальних справ). Апеляційний суд знаходиться в Нумеа, Нова Каледонія. Для території характерний вкрай низький рівень злочинності. Так, за перше півріччя 2006 року було зареєстровано лише 64 порушення.

### Місцеве самоврядування

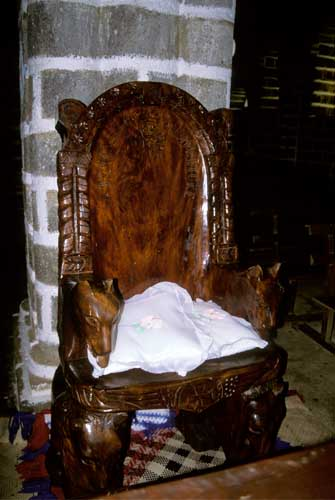
Трон королів Увеа, зроблений з залізного дерева. Зараз знаходиться в церкві Мата-Уту.

На відміну від метрополії, заморських департаментів та інших заморських громад, територія розділена не на райони, а на округи, в межах точно збігаються з традиційними королівствами островів. Кожний округ користується правами юридичної особи і створює бюджет, яким управляє рада округу, до якого входять традиційні вожді, і його очолює король. Королівство воллісців Увеа, і обидва королівства футунців — Ало і Сігаве — є аристократичними монархіями — благородні родини, Алік (aliki), обирають або усувають королів.
Король Увеа носить титул Лавелуа (з 1858 року, коли королева Фалакіка Саілала прийняла ім'я свого попередника і брата). Після смерті Томасі Кілімоетоке II, королем з 25 липня 2008 є Капіліеле Фаупала. Йому допомагає прем'єр-міністр — Емене Леулагі (носить титул Ківалов) та ще 5 міністрів. За пропозицією населення, король призначає трьох керівників округів (faipule), які мають владу над 21 сільськими вождями, вибраними населенням. Сільські вожді можуть накладати повинності по виконанню суспільно корисних робіт. Їх вибирають/відсторонюють більшістю голосів на загальних зборах села (fono), яке відбувається щонеділі в хатині зібрань (fale fono).
Організація двох королівств футунців аналогічна. Королем Ало з 6 листопада 2008 був представник династії Лалолало петель Вікена (має титул Tui Agaifo). 22 січня 2010 петель Вікена зрікся престолу зважаючи на все зростаюче соціальне напруження в суспільстві. Нового короля поки не обрано. Функції прем'єр-міністра (Tiafoi) з 2008 року виконує Атоніо Туїсека. Королем Сігава з 10 березня 2004 був Весесіо Моеліку (має титул Tui Sigave). У зв'язку з соціальною напругою в суспільстві, він відрікся наприкінці 2009 року, за кілька місяців до короля Ало. Його прем'єр-міністром є з 2006 року Лусіано Соко (Kaifakaulu). Міністри в цих королівствах грають роль виразників громадської думки перед королями, і їхня влада обмежується сільськими вождями, які призначаються знатними сім'ями і можуть легко повалити короля.
Королі, міністри та сільські вожді утримуються за кошти Французької Республіки.

### Збройні сили і поліція
Всі осіби досягли 18 років повинні відслужити 2 роки у Французьких збройних силах. Деякі жителі островів використовують службу в армії для еміграції у Францію. Так, наприклад, Джон Бабін 1 серпня 2003 року став першим воллісцем — капітаном французької армії (служив в Ельзасі).

### Туризм
Туристична діяльність на території ще дуже мало розвинена. Це пов'язано, в першу чергу, з ізольованістю островів Волліс і Футуна, а також з відсутністю зовнішніх інвестицій на островах та обмеженим доступом до банківського кредиту. Водночас територія має певні переваги. Жителі островів живуть автентичним традиційним укладом і проводять велелюдні збори та обряди. На островах добре збереглися природні ландшафти: кратерні озера, острови та лагуни островів Волліс, ліси і пляжі островів Горн. Велика й культурна спадщина: поховання тонганців на Волліс та могила святого отця Шанель в Пої на Футуна. Однак ці принади використовують слабо, і поки все, що можуть запропонувати острови туристам це поле для гольфу на 6 лунок, клуб підводного плавання та аероклуб (надлегкі літальні апарати).
На островах всього 6 готелів (4 на Увеа і 2 на Футуна), які можуть прийняти всього 140 осіб. Клієнтами готелів переважно стають фахівці та бізнесмени>.
Мата-Уту, Matāutu (вол.), Mata-Utu (англ., нім., Фр.) — Столиця заморського французького співтовариства островів Волліс і Футуна, адміністративний центр округу Хахаке, найбільше селище країни. Є католицький кафедральний собор, королівський палац, стадіон Мата-Уту. Таліетуму — археологічний пам'ятник XV в., знаходиться в 9 км від Мата-Уту.
Озеро Лалолало. Утворюючи майже ідеальне коло, тридцятиметрові стрімчаки обриваються до чорних вод глибоководного озера (максимальна глибина 80 метрів). Місцевість навколо озера є своєрідною заповідною зоною, в якій заборонено рубати дерева й займатися іншою господарською діяльністю. Тому тут нерідко можна побачити тропічних птахів, а околишній ліс вважається — одним із самих недоторканих ділянок рослинності на страждаючому, від ерозії, острові. Незвичайне чорне забарвлення озера пов'язане з підземною вулканічною діяльністю і реакцією води з концентрованими кислотами.

### Транспорт

#### Морський транспорт
Прийом морського транспорту здійснюється в трьох портах: Мата-Уту (товари) та Хала (паливо) на острові Увеа; Леава на острові Футуна. Територія Волліс та Футуна обслуговується трьома морськими компаніями: Moana Navigation (з 2001 року називається Moana Shipping; її офіс знаходиться в Мата-Уту), Pacific Direct Line (базується в Окленді, Нова Зеландія) та Sofrana (відвідує острови кожні 25 днів). Перші дві компанії мають угоду про партнерство і надають для фрахту судно Soutern Moana, вантажопідйомністю 5320 т, яке ходить під прапором Італії (заходило на острови кожні 20 днів). З 2007 року всі три компанії використовують єдине судно — Southern Pasifika, яке може взяти на борт 512 контейнерів (заходить на острови кожні 24 дні). за невеликим винятком, усі судна, що заходять на острови Волліс, заходять і на Футуна.

#### Повітряний транспорт
Зважаючи на ізольованість островів велике значення має повітряний транспорт. І зовнішні та внутрішні авіаперевезення виконує одна компанія — Air Calédonie International (Aircalin). Територію обслуговує єдиний міжнародний аеропорт — Хіхіфо — розташований на півночі острова Увеа. Довжина злітно-посадкової смуги дозволяє приймати такі літаки як Аеробус A320. На острові Футуна є аеропорт місцевого значення, на мисі Веле — має протяжність ґрунтової злітно-посадкової смуги 1100 м. Передбачається реконструкція цього аеропорту.

#### Наземний транспорт
Усі села пов'язані автодорогами різного рівня, переважно прокладеними уздовж берегів. Загальна довжина доріг становить 120 км (на Увеа — 100 км, на Футуна — 20 км), з них покриття мають всього 16 км (все на Увеа).

### Зв'язок
На території функціонує державна компанія «Поштова та телекомунікаційна служба» (SPT). Ця компанія забезпечує доставку пошти на островах, випускає невелику кількість марок, надає телефонну зв'язок та Інтернет. Головне поштове відділення розташована в Мата-Уту. На Увеа є ще 2 відділення в округах Муа і Хіхіфо. На острові Футуна поштове відділення є лише в Леава.
Є власний телеканал (підрозділ французького телеканалу RFO).
На кінець 2007 на островах було зареєстровано 554 абонента Інтернет. Мобільного зв'язку на території немає, хоча в майбутньому передбачається створення мережі.

### Зовнішні економічні зв'язки
Експорт. Протягом 2007 року експорт дорівнював 0, в той час як в 2006 було експортовано 19
тонн черепашок трохус загальною вартістю 11,6 млн франків КФП. Отже, торговий дефіцит дорівнює вартості імпорту, а відсоток покриття імпорту експортом та нікчемний.
Імпорт. Обсяг імпорту збільшується і 2007 року склав 32 228 т продукції на суму 5,386 млрд франків КФП. В імпорті переважають продукти харчування (1,537 млрд франків КФП), мінеральна сировина (900,4 мільйона франків КФП), засоби пересування (770,9 мільйонів франків КФП) та хімікати (461 мільйон франків КФП).
Головним постачальником імпорту, зареєстрованого в 2007 році, є Франція — поставила товарів на 1,5 млрд франків КФП (28 % загальної вартості імпортованих товарів). на другому місці Сінгапур — поставив товарів на 802 млн франків КФП (14 %), потім послідовно Австралія — поставок на 703 млн франків КФП (13 %), Нова Зеландія — 520 млн франків КФП (9 %), Фіджі та Нова Каледонія — поставок на 321 млн франків КФП (6 %).

### Грошова система та фінанси
Грошова одиниця островів Волліс і Футуна — французький тихоокеанський франк (франк КФП). Станом на 30 січня 2010 за 1 долар США давали 86 франків КФП. За повідомленням EOM, плановані витрати бюджету Території на 2008 рік складають 2,726 млрд франків КФП (приблизно 33,43 млн $). У 2006 році реальні витрати бюджету склали 2,850 млрд франків КФП (29830000 $), а його доходи — 2,683 млрд франків (28,08 млн $).
Бюджет 2006 року:
Основні статті витрат: утримання персоналу (включаючи вчителів та лікарів) — зарплати, допомоги, субсидії, соціальне страхування — 37 %; інші витрати на керування — 36 %; зовнішні служби — 14 %; закупівлі та поповнення стратегічних запасів — 3 %; фінансові витрати — 5 %; інвестування — 6 %.
Основні статті доходів: послуги та торгівля — 10 %; податки та збори — 68 %; дотації метрополії — 21 %; дохід від фінансових операцій — 1 %.
Банківська система островів базується на трьох установах: Банку Волліс і Футуна, державному казначействі та Агентстві французького розвитку. Банк Волліс і Футуна (BWF), єдиний справжній комерційний банк території, є філією BNP Paribas Nouvelle-Calédonie і був відкритий 1991 року.

## Культура

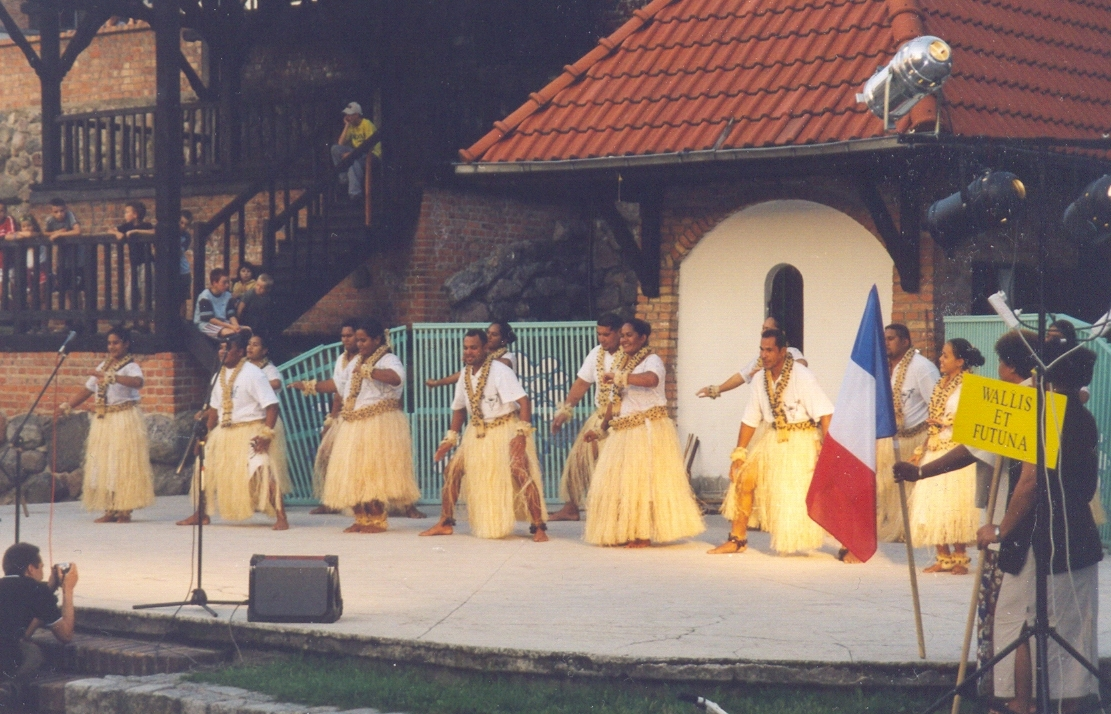
Традиційний танець

### Соціальна організація
На островах продовжує існувати традиційна ієрархія (детальніше см. Місцеве самоврядування).
Має місце гендерний поділ праці. Жінки переважно займаються сільським господарством та вихованням дітей. Тільки небагато жінок працює в державних установах, але при цьому значне число вищих постів в уряді й суспільстві займають саме жінки.
Основною одиницею суспільства є складна сім'я. Домашнє господарство складної родини, як правило, складається з декількох будинків, в яких живуть брати з сестрами та їхніми дружинами. Коли молода пара одружується, вони приєднуються до домашнього господарства однієї з їхніх родин. При цьому нові будинки будуються рідко. домашнє господарство зазвичай очолюється батьком чи старшим сином, хоча іноді цю роль на себе бере старша сестра. Їжа та інші речі, виховання дітей — рівномірно розподіляється між членами складної родини. Особливо трепетне ставлення в таких сім'ях до маленьких дітей.
Весілля. Шлюби створюються лише за згодою сімей і формалізуються церквою. Перші шлюби на островах влаштовували місіонери, які виховували хлопчиків та дівчаток поза їх сімей. Сьогодні молоді люди трапляються в середній школі, й родини благословляють їх або несхвально відносяться до дружби. Трапляються і цивільні шлюби, але вони не схвалюються ні сім'ями, ні церквою. Позашлюбні діти виховуються тітками та бабусями.

### Будинки та інші споруди

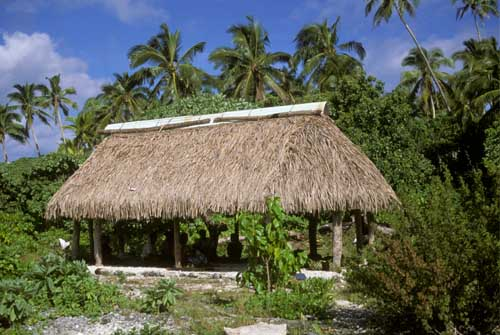
Будинок на острівці Фаіоа, недалеко від Увеа.

Всього за переписом 2008 року на островах 3467 будинків (320 з них пустують). Більшість будинків на Увеа побудовані з бетону та покриті гофрованим залізом. Проте все ще трапляються традиційні житла зі стінами з листя пандануса та дахом, покритим соломою.
Підлога в приміщеннях можуть мати кілька рівнів, і люди віддають перевагу сидіти на підлозі. Їжу зазвичай готують на відкритому повітрі. Сучасні туалети є лише в нових будівлях.
Будівлі футунців переважно будуються в полінезійському стилі fale. Будинок для сну робиться з відкритими стінами, солом'яним дахом та солом'яними фіранками, які опускають під час поганої погоди. Бетонним може бути підлогу або невисока стінка, щоб у будинок не забігали свині. Їжу готують або в кухні, яка розташовується за будинком для сну, або в земляній печі. Водопровід та електрику було проведено 1990 року, хоча електрика можуть собі дозволити небагато остров'яни.
У кожному селі є невеликий магазин, в Мата-Уту знаходиться єдиний на островах супермаркет.

### Кухня

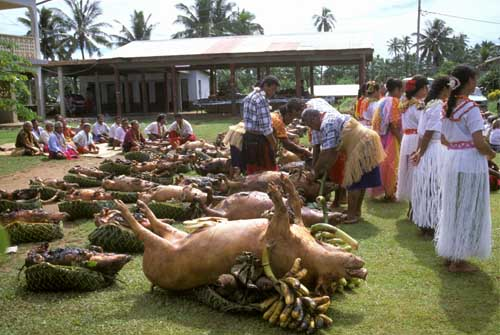
На день Святого Шанель зазвичай готують поросят, смажених з бананами

Більшість раціону більшості острів'ян як раніше, так і зараз складають таро, ямс та батат. У селах на острові Увеа, розташованих на узбережжі широко вживають в їжу рибу. Якщо в родини з якоїсь причини немає осіба, тоді жінки збирають в лагуні їстівних ракоподібних. Свиней і курчат вигодовують головним чином для святкових випадків.
Як правило родини харчуються двічі на день. На сніданок зазвичай їдять хліб і п'ють кави. Вечеря складається з таро або ямсу та риби (на островах Волліс) та іноді з розмороженого курчати та відварний солонини. Найбільш поширений напій — чай.
Свинина, курчата і черепахи є обов'язковим атрибутом святкового столу. Тоді ж вживають п'янкий перець та імпортовані алкогольні напої.

### Традиційні символи
Головними символами культур воллісців та футунців є особливий напій кава і тканина тапа.
Кава — дурманний напій, який готують з коренів рослини Piper methysticum. У футунців є легенда, яка пояснює, як ця рослина з'явилася на їх острові. Згідно з нею, спочатку кави не було. У той час остров'яни поклонялися 9 богам: 2 верхнім і 7 нижнім (перебували в підземному царстві Пулоту). Вожді повністю залежали від останніх і зверталися до них за допомогою. Одного разу одне з нижніх божеств — Фіту — прийшло до людей, щоб жити з ними. Фіту приніс з собою коріння цієї кави і один з них посадив у землю, і з того часу ця рослина зростає начебто на Футуна. І зараз каву вирощують дідівськими методами, застосовуючи дерев'яні пристосування для захисту коренів рослини. Між посадкою та збором урожаю проходить 12 — 18 місяців. Останнім часом кава на островах Волліс не росте, і її завозять з островів Горн.
Приготування напою здійснюється таким чином: очищені від землі коріння ріжуть і розчавлюють товкачем. Остання процедура може замінюватися розжовуванням спеціально відібраними для цього людьми (часто дівчатами-дівами). Отримана кашка змішується з водою в маленькому дерев'яному посудині округлої форми. При приготуванні кави для короля обов'язковою умовою є присутність короля, ради вождів, а також релігійних та адміністративних влади. Раніше каву пили, щоб створити зв'язок між світами живих та мертвих, а також при переговорах вождів. Тепер церемонія кави означає єднання між різними соціальними категоріями населення та вождями і королями. З 2002 року вирощування кави обмежується адміністрацією островів, проте жителі не звертають на заборону ніякої уваги.
Тапа виготовляється жінками для обміну при ритуалах, які родини виконують спільно. Вона разом з запашними оліями символізує багатство жінок. Її часто продають туристам.
Культурним символом острів є також каное Ломіпеау (Lomipeau), яке символізує зв'язок між воллісцямі та морською імперією Тонги чотириста років тому. На таких каное вони здійснювали поїздки до Тонга, Самоа та інших островів.

### Мистецтво
Література. Література островів представлена небагатьма спробами записати міфи і легенди жителів островів, а також історію території. Але поступово ситуація повинна змінитися, оскільки для остров'ян освіта стає все доступнішим.
Образотворчі мистецтва. Зображення на сіапо та тапе — головна форма художнього вираження для волліських та футунських жінок. Для їх створення вони використовують вирізаний з кори дерева шаблон і коричневі (традиційні) та чорні фарби (як місцеві, так і привізні). Зіткані з цих тканин циновки з коричневою бахромою з вовни, використовують як підношення на похоронах родичів.

### Спорт
Спорт на території розвинений недостатньо. Є лише один стадіон з обладнаними місцями для глядачів — багатофункціональний «Стад де Мата-Уту». Вміщає він 1500 глядачів і переважно використовується для проведення футбольних матчів.
Територія бере участь у Південно-тихоокеанських іграх з 1966 року. Так на останніх іграх, що відбулися 2007 року на Самоа, команда Волліс та Футуна завоювала 3 золотих і одну бронзову медаль і посіла 13 місце в загальному заліку. За всю історію участі територія завоювала 22 золотих, 35 срібних і 77 бронзових медалей, і займало на тоді 10 місце в загальному заліку. Найкращий результат — 5 місце на іграх 1995 року на Таїті.
Острови Волліс та Футуна беруть участь також і в Тихоокеанських міні-іграх, а 2013 року їх приймали. На останніх іграх, що відбулися 2009 року на островах Кука, Збірна Воллісу і Футуни зайняла 18 місце в загальному заліку з однією бронзовою медаллю (у метанні списа). За всю історію участі в іграх (починаючи з перших ігор 1981 року) збірна Волліс та Футуна завоювала 5 золотих, 2 срібних і 6 бронзових медалей.
Одними з найвідоміших спортсменів островів є Самуель Туа (уродженець Мата-Уту) та Тоафа Таканіко (виходець з Футуна), які є гравцями збірної Франції з волейболу та французьких волейбольних клубів «Канн» та «Тулуза» відповідно. Тоафа Таканіко у складі свого клубу став володарем кубка Франції з волейболу 2007 року, а вони обидва в складі збірної Франції стали срібними призерами чемпіонату Європи 2009.
Футбол. У території є своя збірна, яка, однак, не є ні членом ФІФА, ні Конфедерації футболу Океанії, а тому не бере участі в чемпіонатах світу з футболу. Усього збірна провела 20 матчів (усе на Південно-тихоокеанських іграх): 4 перемоги і 16 поразок. Перший матч: 13 грудня 1966 року, Нова Каледонія — Волліс і Футуна 5:0; останній (на жовтень 2009 року) матч: 20 серпня 1995 року, Нова Каледонія — Волліс і Футуна 10:0. Найбільша перемога 5:1 (12 грудня 1988 року з Нової Каледонії), найбільшої поразки 0:17 (вересня 1991 року, від Папуа  — Нової Гвінеї). Найвище досягнення на Південно-тихоокеанських іграх — чвертьфінал 1983 року.
Регбі. Перший свій матч регбійная команда Волліс і Футуна провела 1 грудня 1966 року проти команди Папуа  — Нової Гвінеї та програла його 5:54. Всього команда провела 7 матчів (тільки одна перемога — над Таїті 1 вересня 1971 року зі рахунком 3:0) і не виступає з 1971.

### Свята
Офіційні свята Воллісу і Футуни:
| Дата                       | Назва                                    | Французька назва           |
| -------------------------- | ---------------------------------------- | -------------------------- |
| 1 січня                    | Новий рік                                | Jour de l'an               |
| такий день після Великодня | Світлий понеділок                        | Lundi de Pâques            |
| 28 Квітень                 | День Св. П'єра Шанель                    | Saint Pierre-Chanel        |
| 1 травня                   | День праці                               | Fête du travail            |
| 8 травень                  | Перемога 1945 року                       | Victoire 1945              |
| 40-й день після Великодня  | Вознесіння                               | Ascension                  |
| 50-й день після Великодня  | Трійця                                   | Lundi de Pentecôte         |
| 29 червня                  | день Святих П'єра та Поля                | Saint Pierre et Saint Paul |
| 14 липня                   | Національне свято (День взяття Бастилії) | Fête nationale             |
| 29 липня                   | Свято Території                          | Fête du Territoire         |
| 15 серпня                  | Успіння Богородиці                       | Assomption                 |
| 1 листопада                | День всіх святих                         | Toussaint                  |
| 11 листопада               | Перемир'я 1918 року                      | Armistice 1918             |
| 25 грудня                  | Різдво                                   | Noël                       |

Релігія займає значне місце в житті місцевих жителів та майже кожний округ або село відзначають день свого святого покровителя. Всі святкові дні, як релігійні так і світські, завжди починаються з святкової меси, за якою слід церемонія кави. Закінчуються вони традиційними танцями. Якщо це день Святого покровителя, то обов'язковою є процедура роздачі подарунків, приготованих жителями на честь їх Святого покровителя. Подарунки складаються з  уму (свині і ямс) — приношень осібів, і  мое'ага (рогожі з пандануси — gatu) — приношень жінок.
На острові Увеа, наприклад, відзначають такі дні:
- 1 травня — День Святого Жозефа (Святий покровитель округу Муа, який налічує 10 сіл на півдні острова). Святкується в 6 селах (знаходяться на узбережжі)
- 8 червня —Ісусове серце (є іншим Святим заступником округу Муа). Святкується 4 іншими селами, що знаходяться ближче до центру острова.
- 29 червня —День Святих П'єра та Поля (покровителі округу Хіхіфо на півночі острова). святкується в 5 селах.
- 15 Августо —Успіння Богородиці. Вона є покровителькою центрального округу Хахаке, який налічує 6 сіл[86].

### Пам'ятки

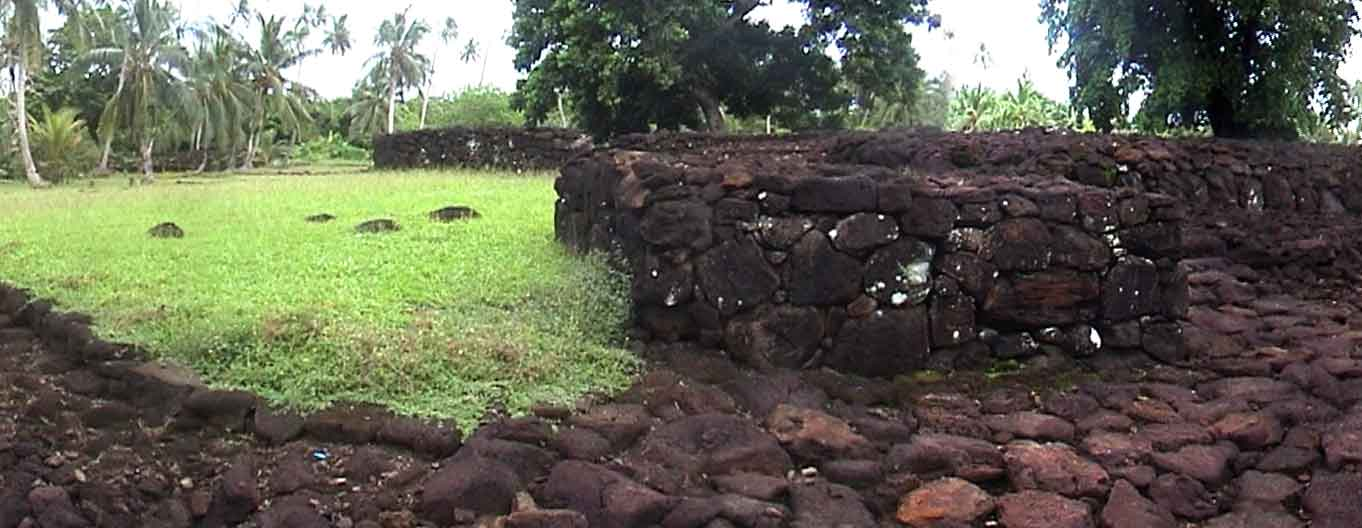
Руїни Таліетуму

острови Волліс. Прекрасний вид на острови відкривається з вершини гори Лулу-Факахега, де стоїть крихітна зруйнована каплиця. На південно-західній околиці острова Увеа знаходиться озеро Лалолало. Розташоване в кратері древнього вулкана воно має берега, що підносяться над дзеркалом озера на 30 м і які роблять його недоступним. У кратерне озері Лунатаваке можна поплавати.
На південному сході острова Увеа, між Мала'ефо'оу та Хала були нещодавно знайдені та відновлені руїни тонганського поселення 15 століття — Таліетуму (або Коло Нуї).
Мешканці острова Увеа віддають переваги пляжам не свого острова, а оточуючих його невеликих острівців. Особливо відомі своїм білим піском пляжі острова Фаіоа.
Футуна. Найвідомішим об'єктом Футуни є церква П'єра Шанель в Пій на східному узбережжі острова. Це специфічна церква із ступінчастою вежею. Вона побудована щоб вшанувати першого та єдиного католицького святого Полінезії (канонізованого в 1954 році). Мощі Шанеля були повернуті сюди з Франції 1976 року, і тепер вони зберігаються у восьмикутної каплиці поряд з головною церквою. Його кістки поміщені в скляній вітрині біля входу, а в розташованій поруч срібної шкатулці розташований череп святого. Каменями на підлозі церкви зазначено точне місце, де він був убитий. У маленькій кімнаті музею позаду вітрини є речі, що належали святому отцю.
У селах Воно та Нуку також є старі католицькі церкви.
Алофі. Хоча зараз на Алофі постійно проживає всього 1 особа, люди тут з'являються достатньо часто. Мешканці острова Футуна припливають сюди, щоб доглядати за своїми садами. У колишньої селі Алофітаі є ряд солом'яних хатин з підведеною електрикою, де вони можуть переночувати. Пам'ятками острова є його прекрасні пляжі та печера Лока з гротом Святого Бернадетта, розташована на самому сході острова.

## Соціальна сфера
Всім жителям островів гарантується мінімальна пенсія по досягненні ними 55-річного віку. Однак з 2010 року це вік буде підвищено до 60 років.

### Охорона здоров'я
Охорона здоров'я повністю безкоштовна і є турботою держави. За даними 2004 року на острові Увеа була одна лікарня і три амбулаторії, і одна лікарня і дві амбулаторії на острові Футуна. У лікарні на Увеа є відділення швидкої допомоги, терапевтичне відділення на 21 ліжко, хірургічне відділення на 16 ліжок з двома операційними, пологове відділення з двома палатами та аптека. Лікарня на Футуні також має відділення швидкої допомоги, терапевтичне відділення на 15 ліжок, пологове відділення на 7 ліжок та аптеку.
Всього на Території працюють 79 медичних співробітників, з них 46 медсестер. Вся медична допомога надається безкоштовно. Крім того, з 1981 року Франція дбає про допомогу старим людям. Гарантовано місячну допомогу — 66 725 франків КФП, тобто 559,16 євро.
Традиційна медична допомога надається головним чином жінками, які використовують масаж з місцевими оліями, мікстури та ін. Пологи приймають переважно саме місцеві традиційні лікарі. Згідно з інформації Всесвітньої організації охорони здоров'я на островах найбільш поширені такі незаразні хвороби: діабет, ожиріння, ревматизм, подагра та хвороби зубів. Із заразних захворювань трапляються лептоспіроз, бруцельоз, гарячка денге, філяріїдози, туберкульоз, проказа, гепатит В, шигельоз і сальмонельоз.
На Воллісі і Футуні були зареєстровані такі епідемії гарячки денге:
- 1971—500 випадків;
- 1976—500 випадків;
- 1979—300 випадків;
- 1989/1990 — 2361 випадок;
- 1998/1999 — 395 випадків;
- 2002/2003 — 2045 випадків (з них 280 госпіталізовані і в двох випадках хвороба призвела до смерті).

Тут не зустрічається найтяжча форма її — геморагічна гарячка денге, як це буває в країнах південного сходу Азії.

### Освіта
За даними перепису 2003 року шкільним навчанням охоплено 40 % всього населення. Всі діти до 14 років ходять до школи. Базову шкільну освіту мають 90 % всіх жителів.
Державну початкову освіту надає католицька місія островів. Однак класи в селах дуже великі й їх відвідують діти не регулярно (особливо це стосується дівчаток, які допомагають дорослим у веденні домашнього господарства). Викладання ведеться лише французькою мовою, хоча робляться перші кроки для навчання дітей на їх рідних мовах. Перша школа на островах була відкрита 1847 року у Лано (це була молодша семінарія).
Середня освіта, також повністю державна, може надаватися волліською або футунською мовах (1 годину в тиждень).
На території існують ліцей, декілька коледжів, які дають загальну технологічну та професійну освіту, відповідне CETAD (Центру технічної освіти та розвитку).